# Kermes prinus
Kermes prinus är en insektsart som beskrevs av Karl Ernst von Baer och Kosztarab 1981. Kermes prinus ingår i släktet Kermes och familjen eksköldlöss. Inga underarter finns listade i Catalogue of Life.